# NGC 3553
NGC 3553 ist eine elliptische Galaxie vom Hubble-Typ E-S0 im Sternbild Großer Bär am Nordsternhimmel. Sie ist schätzungsweise 435 Millionen Lichtjahre von der Milchstraße entfernt.
Das Objekt wurde am 13. März 1885 von Guillaume Bigourdan entdeckt.